# Elecciones legislativas de Bulgaria de 2005
Las elecciones legislativas se celebraron en Bulgaria el 25 de junio de 2005 para renovar los 240 escaños de la Asamblea Nacional de Bulgaria. Las elecciones de 2001 habían terminado con una victoria aplastante para el Movimiento Nacional Simeón II (NDSV), liderado por el ex Zar Simeón II. Obtuvo 120 escaños, mientras que su principal rival, la Coalición por Bulgaria (KB) obtuvo 48. Una coalición de derechas, las Fuerzas Democráticas Unidas (ODS), se quedó con 51, y el Movimiento por los Derechos y Libertades (DPS), partido de la minoría turca, obtuvo 12 escaños. El gobierno saliente, compuesto por el NDSV y el DPS, asumió el cargo prometiendo mejorar la economía del país y llevarlo al nivel de los Estados miembros de la Unión Europea (UE). También promovió la adhesión de Bulgaria a la Unión Europea y la Organización del Tratado del Atlántico Norte (OTAN) y envió tropas búlgaras a Irak. Si bien las políticas del primer ministro Simeon Sakskoburggotski habían impulsado la economía de Bulgaria, se le ha criticado por no hacer frente a la corrupción, el crimen organizado y la pobreza en un país donde el salario mensual promedio eran 200 euros.
A pesar de que el gobierno había puesto como incentivo para aumentar la participación electoral una lotería, que tenía como premio un automóvil valorado en 12.000 euros, las elecciones tuvieron el menor número de votantes en los últimos 16 años. Solo el 55,76 por ciento de los 6,7 millones de votantes registrados votaron, lo que representa una disminución de 11 puntos y medio con respecto a las elecciones anteriores. Los resultados finales mostraron que siete fuerzas políticas habían alcanzado el umbral del 4% que les da derecho a la reparticion de escaños. La KB obtuvo la mayoría de los escaños, 82 de un total de 240, mientras que el NDSV ganó 53. La Coalición de Ataque (ATAKA) se convirtió en la primera fuerza ultranacionalista en estar representada en el parlamento desde el colapso del comunismo al lograr 21 asientos. El ODS ganó 20 escaños, mientras que los Demócratas por una Bulgaria Fuerte (DSB) 17 y la Unión Popular Búlgara (BNS) se quedó con 13 escaños. 
El nuevo parlamento celebró su primera sesión el 11 de julio de 2005 y eligió a Georgi Pirinski como su presidente. El 15 de agosto de 2005, el Parlamento aprobó al nuevo gobierno formado por la Coalición por Bulgaria, el Movimiento Nacional Simeon II (NMSS) y el Movimiento por los Derechos y Libertades (DPS). El nuevo gobierno estuvo dirigido por el líder del Partido Socialista Sergei Stanishev, como primer ministro.

## Antecedentes
Las elecciones legislativas de 2001, en particular, llevaron al poder a una nueva fuerza política, el Movimiento Nacional "Simeon II" (NDSV), organizada alrededor de la personalidad de Simeon de Sajonia Coburgo-Gotha, quien se convirtió en el Primer Ministro después de las elecciones. En las elecciones de 2001, el NDSV obtuvo el 43% de los votos, lo que le dio 120 escaños, la mitad de los escaños parlamentarios. El NDSV formó un gobierno de coalición con el Movimiento por los Derechos y Libertades (DPS), que gobernó durante cuatro años. 

## Campaña
La campaña en general fue tranquila y tuvo lugar principalmente en los medios de comunicación, con una discusión poco centrada de los problemas. La decisión del gobierno de organizar una lotería financiada por el estado para aumentar la participación de los votantes dominó el debate político en el período previo a las elecciones. El clima de campaña fue en general tranquilo; esto se atribuyó generalmente a los partidos políticos que dejan las puertas abiertas, dadas las incertidumbres sobre el panorama político posterior a las elecciones. Se dijo que la campaña intensiva de los medios de comunicación era más profesional que en elecciones pasadas y, por lo tanto, también más cara. En general, las finanzas fueron el único obstáculo para una campaña más rigurosa para algunos participantes en las elecciones.

### Campaña por partidos
Antes de las elecciones, el gobernante Movimiento Nacional Simeon II (NDSV) anunció que no formaría una coalición electoral con otros partidos, sino que se desarrollaría por sí solo. El Movimiento, que habían adoptado una posición centrista durante su tiempo en el gobierno, se enfrentó a los desafíos tanto de la derecha como de la izquierda.
El principal rival por la izquierda fue la Coalición por Bulgaria (KB), liderada por el Partido Socialista Búlgaro (BSP). El BSP y su Coalición por Bulgaria fue uno de los primeros en hacer campaña. 
Por la derecha, la Unión de Fuerzas Democráticas (SDS) había quedado mal posicionada electoralmente desde las elecciones de 2001. Los Demócratas por una Bulgaria fuerte (DSB) y la Unión Popular de Bulgaria (BPU). Los socios de la coalición gobernante junior, Movimiento por los Derechos y Libertades (MRF), tradicionalmente vistos por muchos como el partido que representa los intereses de la minoría turca búlgara, y el partido New Time, se separaron del NMS y también tenían sus propias listas.
Una nueva fuerza política, la coalición nacionalista Ataka (Ataque), se formó en abril, pero rápidamente obtuvo apoyo, causando una preocupación generalizada debido a las opiniones extremistas expresadas hacia segmentos de la población búlgara en su campaña. Su líder, Volen Siderov, había ganado popularidad como anfitrión de un programa de discusión diario, también llamado Ataka, transmitido por la televisión privada Skat. El Consejo de Radiodifusión Electrónica que había emitido 10 advertencias por discursos de odio a TV Skat antes del inicio de la campaña electoral, pero no había actuado durante la campaña porque eso habría traído una mala reputación a la estación. Otros partidos se quejaron de que mientras TV Skat les cobraba por publicidad, Ataka podía hacer campaña de forma gratuita. El 22 de junio, TV Skat transmitió en vivo el acto final de Ataka en Burgas, donde el líder de la coalición habló durante 40 minutos, incluido contenido que podría definirse como un discurso de odio. Al mismo tiempo, Ataka afirmó que no tenía el mismo acceso a los medios de comunicación.

## Resultados
|  | 30.95 % |

|  | 19.88 % |

|  | 12.81 % |

|  | 8.14 % |

|  | 7.68 % |

|  | 6.44 % |

|  | 5.19 % |

|  | 2.95 % |

|  | 5.95 % |

|  | 97.34 % |

|  | 2.66 % |

|  | 100.00 % |

|  | 55.76 % |